# 에콜 드 파리
에콜 드 파리(École de Paris) 또는 파리파는 보통 제1차 세계 대전 후에 파리에서 활약한 예술가를 말한다. 물론 베르나르 도리발과 같이 제2차 세계대전 후에 재차 파리를 중심으로 모인 예술가를 포함하여 부르는 경우도 있다. 
도리발에 의하면 파리가 이른바 예술의 핵심이 된 적은 전후 3회인데 그 첫째는 12세기부터 13세기에 걸친 고딕 시대이고, 둘째는 말할 나위도 없이 19세기 프랑스의 황금 시대이며, 마지막으로 에콜 드 파리가 된다. 그러나 여기에서 주목하지 않으면 안 될 것은 에콜 드 파리의 중요한 예술가는 거의 전부가 이방인이었다는 사실일 것이다. 예를 들면 모딜리아니는 이탈리아 출생이고 수틴은 리투아니아, 샤갈은 러시아, 키슬링은 폴란드, 반 동겐은 네덜란드, 파스킨은 불가리아, 후지타는 일본 출신이며, 이들에게 가령 피카소와 미로를 더하여 보면 이들은 에스파냐 출신이어서, 순수한 프랑스인은 겨우 마르케, 스곤작, 로랑생, 바라동, 위트릴로 등에 불과하다. 이 사실은 에콜 드 파리 시대가 전기한 두 시대와 달라서 완전히 시민문화의 미술이며, 그리고 그 중추는 어디까지나 예술가의 개성에 있다는 것을 암시하는 것이다. 제2차 세계 대전 후의 주요한 에콜 드 파리의 예술가는 앙스 아르퉁, 니콜라 드 스텔, 알프레드 마네시에, 앙드레 마르샹 등이다

## 같이 보기
- 앵포르멜
- 아르 데코
- 거트루드 스타인
- 어니스트 헤밍웨이
- 마르셀 프루스트
- 마르크 샤갈
- 아메데오 모딜리아니

## 참고 문헌
- 이 문서에는 다음커뮤니케이션(현 카카오)에서 GFDL 또는 CC-SA 라이선스로 배포한 글로벌 세계대백과사전의 내용을 기초로 작성된 글이 포함되어 있습니다.